# Guillaume Le Testu
Guillaume Le Testu (1509 – 29 aprile 1573) è stato un cartografo francese.
Fu uno dei più importanti cartografi del suo tempo, nonché membro della scuola cartografica di Dieppe.

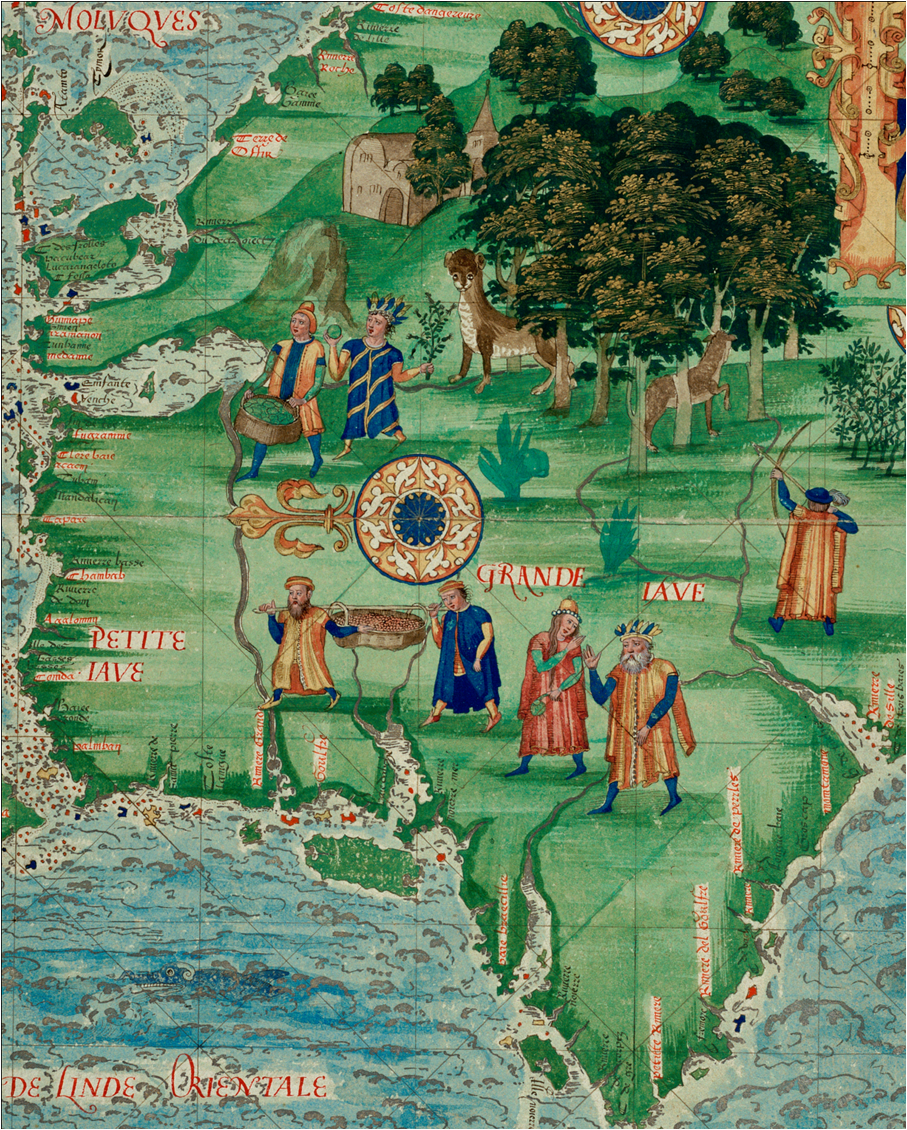
Guillaume Le Testu, Giava la Grande, in Cosmographie Universelle, 1555/56. Il nord è posizionato a sinistra.

## Biografia
Le sue mappe si distinguevano per la loro sofisticatezza e dettaglio; influenzarono generazioni di cartografi, navigatori ed esploratori.
Le Testu ebbe successo come corsaro durante i primi anni delle Guerre di religione francesi. Nel 1573, lui e Sir Francis Drake attaccarono un convoglio di muli spagnolo che scortava oro e argento a Nombre de Dios, sulla costa atlantica di Panama, e in seguito fu ucciso dopo essere stato catturato dagli spagnoli. Le ipotesi secondo cui Le Testu potrebbe aver mappato (o addirittura visitato) l'Australia si basano su: primo, la rappresentazione sulle sue mappe di una grande isola (o continente), a sud di Giava, che Le Testu identificò come la Giava la Grande ("Grande Giava" o "Giava Maggiore") menzionata da Marco Polo (e altrimenti nota all'epoca come Terra Australis) e secondo, l'inclusione da parte di Le Testu in queste mappe di uccelli che assomigliano a cigni neri e casuari, entrambi nativi dell'Australia.
Tuttavia, non affermò di aver visto di persona Giava la Grande e molti cartografi dell'epoca incorporarono elementi ipotetici, mitologici o fantastici, una pratica che è chiaramente vera anche per Le Testu. Le sue mappe mostravano anche unicorni e creature mostruose come serpenti giganti di 200 metri, basilischi, satiri, blemmi (uomini senza testa) e Cinocéfali (umani con testa di cane).
Il lavoro di Le Testu fu utilizzato dall'ammiraglio Gaspard de Coligny e dagli ugonotti francesi che speravano di stabilirsi in Brasile, Florida, nei Caraibi e persino nella Terra Australis derivata dalla "Jave la Grande" di Le Testu. Tuttavia, questi tentativi furono abbandonati dopo l'assassinio di Coligny nel 1572 e la morte di Le Testu l'anno successivo.